# Born Sinner
Born Sinner – drugi album studyjny amerykańskiego rapera, J. Cole’a. Został wydany 18 czerwca 2013 nakładem Roc Nation i Columbia Records. Album zadebiutował na drugim miejscu listy Billboard 200, sprzedając się w pierwszym tygodniu w liczbie 297 000 egzemplarzy.

## Lista utworów
| Nr  | Tytuł utworu                             | Producent                    | Długość |
| --- | ---------------------------------------- | ---------------------------- | ------- |
| 1.  | „Villuminati”                            | J. Cole                      | 5:08    |
| 2.  | „Kerney Sermon (Skit)”                   |                              | 0:46    |
| 3.  | „LAnd Of The Snakes”                     | J. Cole, Ron Gilmore         | 4:15    |
| 4.  | „Power Trip” (feat. Miguel)              | J. Cole                      | 4:01    |
| 5.  | „Mo’ Money (Interlude)”                  | Jake One                     | 1:18    |
| 6.  | „Trouble”                                | J. Cole, Ken Lewis           | 4:18    |
| 7.  | „Runaway”                                | J. Cole, Elite, Ron Gilmore  | 5:15    |
| 8.  | „She Knows” (feat. Amber Coffman)        | J. Cole, DJ Dummy, Ken Lewis | 4:57    |
| 9.  | „Rich Niggaz”                            | J. Cole                      | 4:36    |
| 10. | „Where's Jermaine (Skit)”                | J. Cole                      | 0:37    |
| 11. | „Forbidden Fruit” (feat. Kendrick Lamar) | J. Cole, Ron Gilmore         | 4:29    |
| 12. | „Chaining Day”                           | J. Cole, Ron Gilmore         | 4:45    |
| 13. | „Ain’t That Some Shit (Interlude)”       | Syience                      | 2:27    |
| 14. | „Crooked Smile” (feat. TLC)              | J. Cole, Elite               | 4:39    |
| 15. | „Let Nas Down”                           | J. Cole, Nate Jones          | 4:37    |
| 16. | „Born Sinner” (feat. James Fauntleroy)   | J. Cole, Elite               | 3:29    |
|     |                                          |                              | 59:37   |

| Deluxe Edition | Deluxe Edition                        | Deluxe Edition            | Deluxe Edition |
| Nr             | Tytuł utworu                          | Producent                 | Długość        |
| -------------- | ------------------------------------- | ------------------------- | -------------- |
| 1.             | „Miss America”                        | J. Cole                   | 3:46           |
| 2.             | „New York Times” (feat. Bas, 50 Cent) | J. Cole, Ron Gilmore      | 4:32           |
| 3.             | „Is She Gon Pop”                      | J. Cole, Irvin Washington | 2:45           |
| 4.             | „Niggaz Know”                         | J. Cole                   | 3:37           |
| 5.             | „Sparks Will Fly” (feat. Jhene Aiko)  | Christian Rich            | 4:12           |